# 東區海底隧道
東區海底隧道，簡稱東隧（EHT）和東海隧（EHC），為香港第二條穿越維多利亞港的海底行車及鐵路隧道，連結香港島鰂魚涌及九龍茶果嶺。東隧是香港首條同時設有行車道路及鐵路（港鐵將軍澳綫使用並附設接駁藍田站的後備路段）的隧道，也是香港3條來往九龍及港島的過海隧道中最長的一條，是2號幹線的起始段，隧道人員獲授權執行香港法例368章《行車隧道（政府）條例》。

## 概要
東區海底隧道全長2,220米，連接香港島和九龍東部，分流新界東和九龍東來往香港島之車輛。此隧道共有5條管道，其中北側兩條為雙程雙線行車管道，車速限制每小時70公里，南側兩條為港鐵將軍澳綫鐵路列車使用（2002年8月3日以前為觀塘綫），另附兩條行車管道間容納環境控制系統的管道，分為15段沉管。隧道南端於鰂魚涌接通4號幹線東區走廊，收費廣場則設於北端茶果嶺出入口，共有14個收費亭，其中10個為人手收費亭，餘下4個為快易通專用的自動繳費亭。2018年6月30日起，駕車人士可以在隧道的人手收費亭，以八達通及三款信用卡拍卡繳付隧道費。

## 歷史

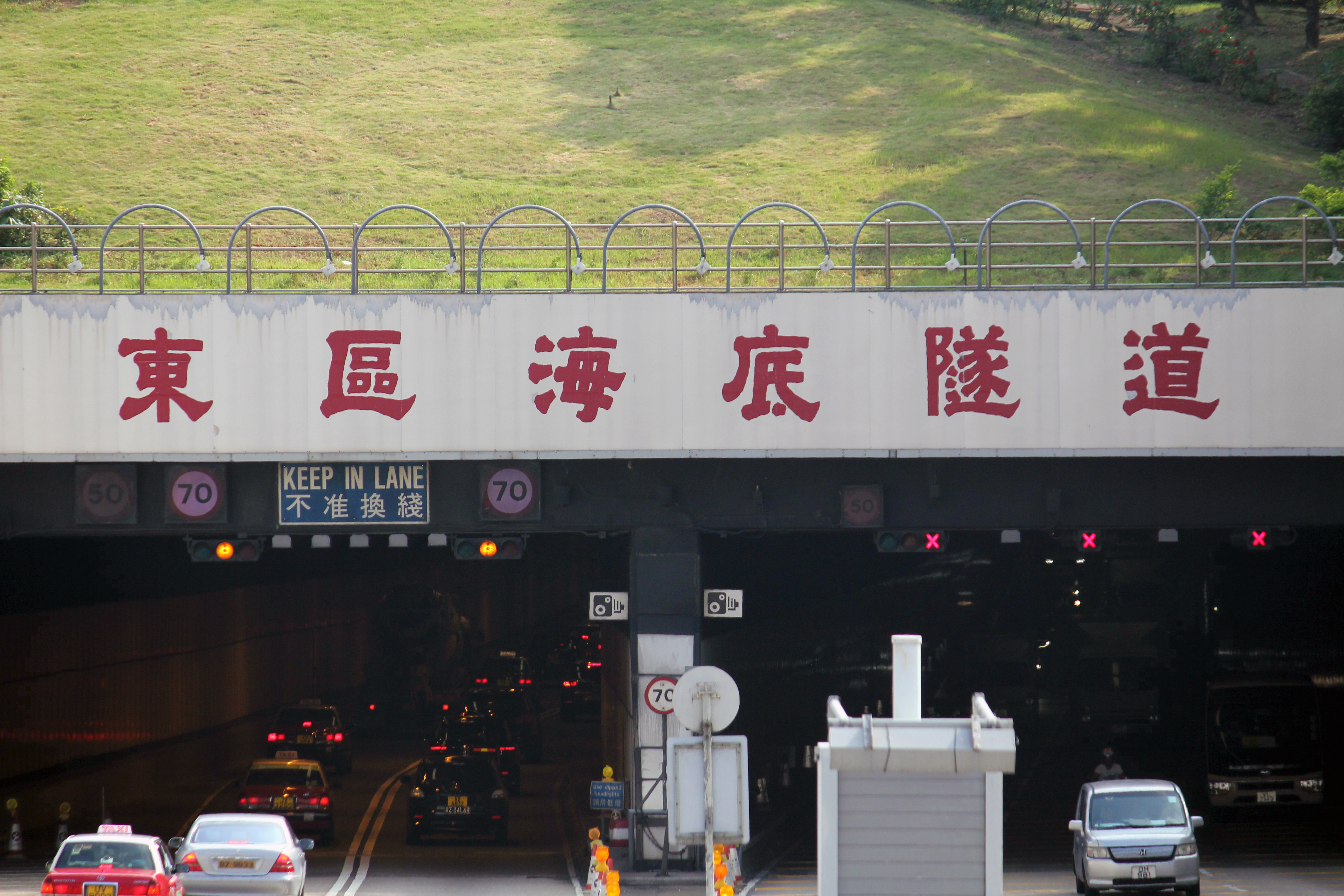
九龍入口上的中文標題為書法題字

1970年代初，香港首條海底隧道啟用後迅速飽和，港府已研究第二條連接兩岸的通道；另外，紅磡海底隧道經營者-香港隧道公司亦於1977年提議，以「建造、營運、移交」方式興建該通道。當時計劃在維港東部鯉魚門興建跨海大橋，連接香港島筲箕灣及九龍東油塘，最終因大橋有機會影響啟德機場運作，故未有落實。至1980年代初，港府改為提出興建連接香港島鰂魚涌及九龍東茶果嶺的東區海底隧道，並以「建造、營運、移交」進行招標。除日中財團外，香港隧道公司、金門-西松聯營亦有入標競投。
中信泰富、熊谷國際、保華（新隧道）及丸紅香港華南有限公司組成的「新香港隧道有限公司」，在1985年12月以「建造、營運、移交」方式獲發東區海底隧道30年專營權，有效期由1986年8月6日起計算，其後隧道在1986年9月25日動工。
在興建期間，隧道的沉管鑄造工場，設於收費廣場及鄰近的前石礦場（現時的將軍澳－藍田隧道茶果嶺交匯處）位置。完成鑄造的沉管會直接沿隧道走線，由躉船拖至預定位置安放。
1989年9月21日由港督衛奕信爵士帶領車隊通車，港督座駕於當天傍晚5時20分從港島鰂魚涌入口駛進東隧，10分鐘後抵達茶果嶺出口衝過紅白藍三色相間的巨型綵帶後，在1號收費亭繳付10港元隧道費，成為東隧第一位使用者，衛奕信下車後檢閱隧道管理員，並在紀念冊上簽名，同日晚上10時正式通車。11月9日時任英國皇儲查理斯王子（即後來的英國國王查理斯三世）訪港第一日行程，到東隧主持揭幕禮，並發表講話指隧道工程規模龐大複雜，但能比預期提早4個月完成，實屬驕人的成績。
2016年8月7日凌晨東隧專營權屆滿，港府正式接管東隧，香港法例368章《行車隧道（政府）條例》及其附屬法例適用範圍擴展至東區海底隧道，同時215章《東區海底隧道條例》及其附屬法例被廢除。
2023年8月2日起實施三隧分流第一階段「633固定收費」，東隧私家車收費調整至30元，同時取消無載客的士收費類別。
2023年8月27日起，東區海底隧道實施不停車繳費系統「易通行」，取代原有人手收費亭及快易通。

## 使用情況
由於東區海底隧道是唯一連接香港島和九龍東區以及將軍澳的隧道，車輛亦可使用東隧再經東區走廊前往香港島不同地方，加上將藍隧道啟用，因此車流量頗高，是香港第二繁忙的過海隧道，僅次於紅磡海底隧道。
| 年份 | 總行車架次 | 平均每日行車架次 |
| ---- | ---------- | ---------------- |
| 2022 | 26,087,021 | 71,471           |
| 2021 | 28,988,802 | 79,421           |
| 2020 | 26,376,844 | 72,068           |
| 2019 | 28,823,264 | 78,968           |
| 2018 | 28,485,605 | 78,043           |
| 2017 | 28,173,747 | 77,188           |
| 2016 | 27,730,541 | 75,767           |
| 2015 | 27,546,065 | 75,469           |
| 2014 | 26,657,699 | 73,035           |
| 2013 | 26,317,796 | 72,104           |
| 2012 | 25,883,548 | 70,720           |
| 2011 | 25,374,790 | 69,520           |
| 2010 | 24,648,289 | 67,530           |
| 2009 | 22,990,195 | 62,987           |
| 2008 | 23,137,619 | 63,218           |
| 2007 | 23,361,921 | 64,005           |
| 2006 | 22,268,743 | 61,010           |
| 2005 | 23,310,701 | 63,865           |
| 2004 | 26,893,049 | 73,478           |
| 2003 | 26,018,772 | 71,284           |
| 2002 | 26,789,599 | 73,396           |
| 2001 | 27,227,360 | 74,596           |
| 2000 | 26,435,435 | 72,228           |
| 1999 | 25,116,703 | 68,813           |
| 1998 | 25,914,641 | 70,999           |
| 1997 | 31,321,427 | 85,812           |
| 1996 | 32,256,922 | 88,134           |
| 1995 | 31,530,828 | 86,386           |
| 1994 | 31,778,701 | 87,065           |
| 1993 | 29,192,003 | 79,978           |
| 1992 | 24,983,737 | 68,262           |
| 1991 | 17,794,630 | 48,752           |
| 1990 | 11,733,837 | 32,147           |
| 1989 | 2,326,493  | 23,035           |

## 鐵路隧道擁有權
根據初時的安排，鐵路部分專營權由新香港隧道附屬公司-東區海底隧道有限公司持有，地下鐵路公司（2000年改組為地鐵有限公司，即今香港鐵路有限公司）雖然並未負擔東隧的建築費用，但需每半年繳交一次隧道費、藍田站及鰂魚涌站過海部分月台租金給上述公司，至2008年鐵路隧道部分專營權屆滿，移交政府為止，之後繼續由政府徵收此項租金。因此，觀塘綫及將軍澳綫曾先後是地鐵系統內，由多於一間公司持有業權的路線。但因2000年地鐵有限公司上市，政府遂與東隧公司簽訂補充協議，東隧的鐵路隧道和港鐵藍田站擁有權於專營權屆滿後以一千港元的象徵式代價，經地政總署移交給地鐵公司（兩鐵合併後易名港鐵公司），而非移交政府。至2008年2月10日（即專營權到期後五日），港鐵與政府簽立地段增批契約，上述路段正式併入將軍澳綫所屬的「地下鐵路地段第3號」。而通風大樓及內部機器等公用設施，則由運輸署及港鐵公司共同管理。

## 上蓋物業
由於東隧公司當年擁有上述的鐵路設施，故此其母企亦相應獲得鰂魚涌站及藍田站上蓋物業發展權，即現時的華信花園及滙景花園。當中，後者發展權於1989年2月批出，作價7億港元，並於1991-92年完工。

## 加價爭議
2005年專營公司在有龐大盈利下以未達預定回報率為由申請加價成功，其中私家車及的士收費在同年5月1日起由HK$15增加至HK$25，而其他類別的車輛則按相關類別百分比的加幅，引起市民很大的迴響，亦使本已飽和的香港海底隧道百上加斤。
2010年8月，新香港隧道有限公司再度為東隧申請加價（當時建議私家車及的士收費由HK$25增加至HK$35，而其他類別的車輛則按相關類別百分比的加幅）。2011年6月21日，行政長官會同行政會議否決加價申請，其原因由於受到立法會交通事務委員會及交通諮詢委員會強烈反對。
加價申請被否決之後，隧道公司向國際仲裁中心提出仲裁。在2012年10月，仲裁最終被駁回，東隧不能夠按計劃加價，需要維持現時收費標準。政府於2016年8月7日，當30年專營權完結後收回東隧給政府自行營運和管理，收費維持不變，原有隧道費代用券停用，政府隧道費代用券則適用於東隧。政府於接管東隧後展開三條過海隧道分流的顧問研究，預計於2017/18立法年度完成，再將研究結果提交立法會討論。
此外為減輕東隧往九龍灣、沙田及大埔方向擠塞情況，觀塘區議會現正研究於未來數年在觀塘繞道架設電腦警告牌提醒駕駛者改用觀塘道。

## 圖集

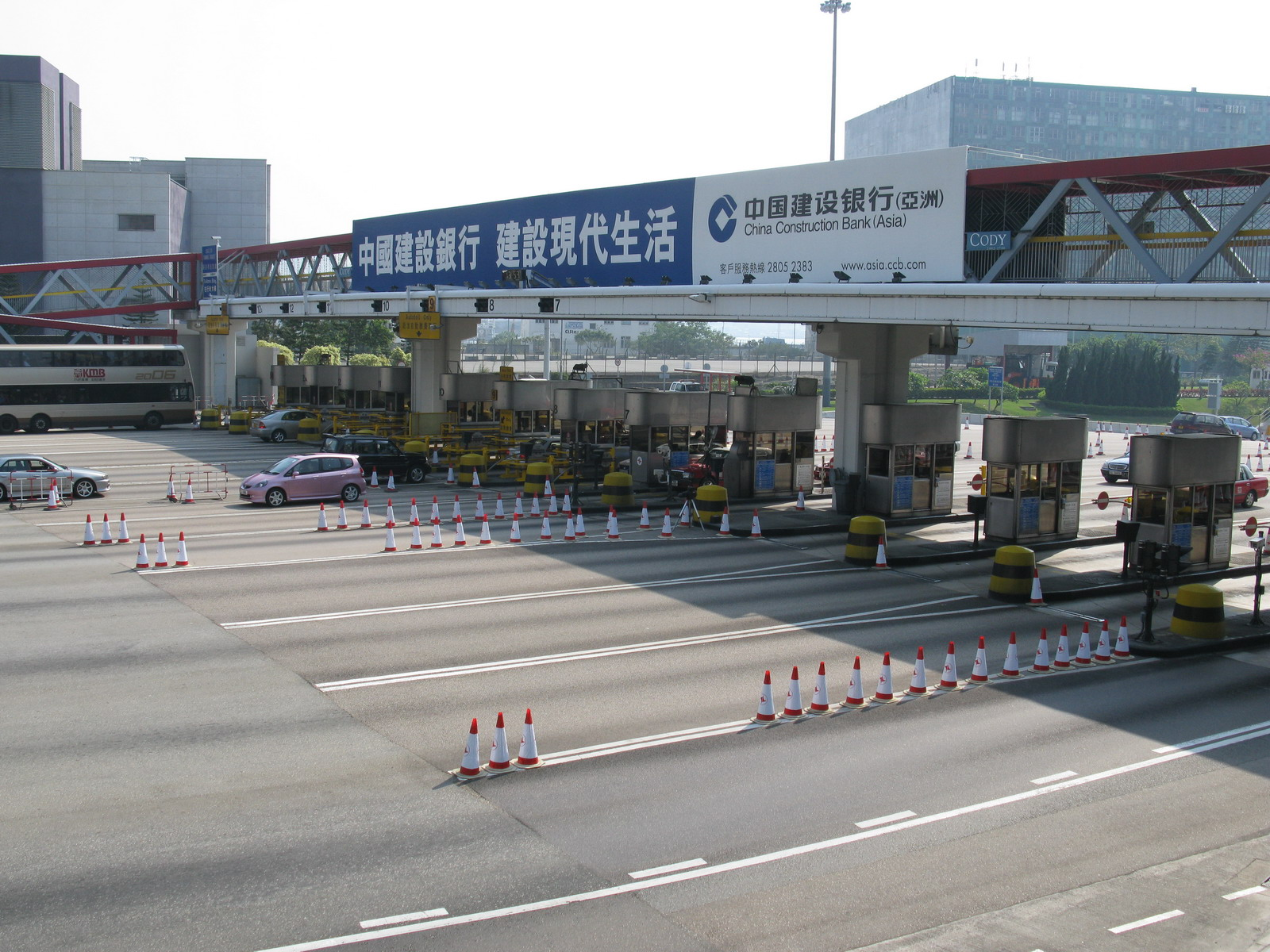
東區海底隧道收費廣場
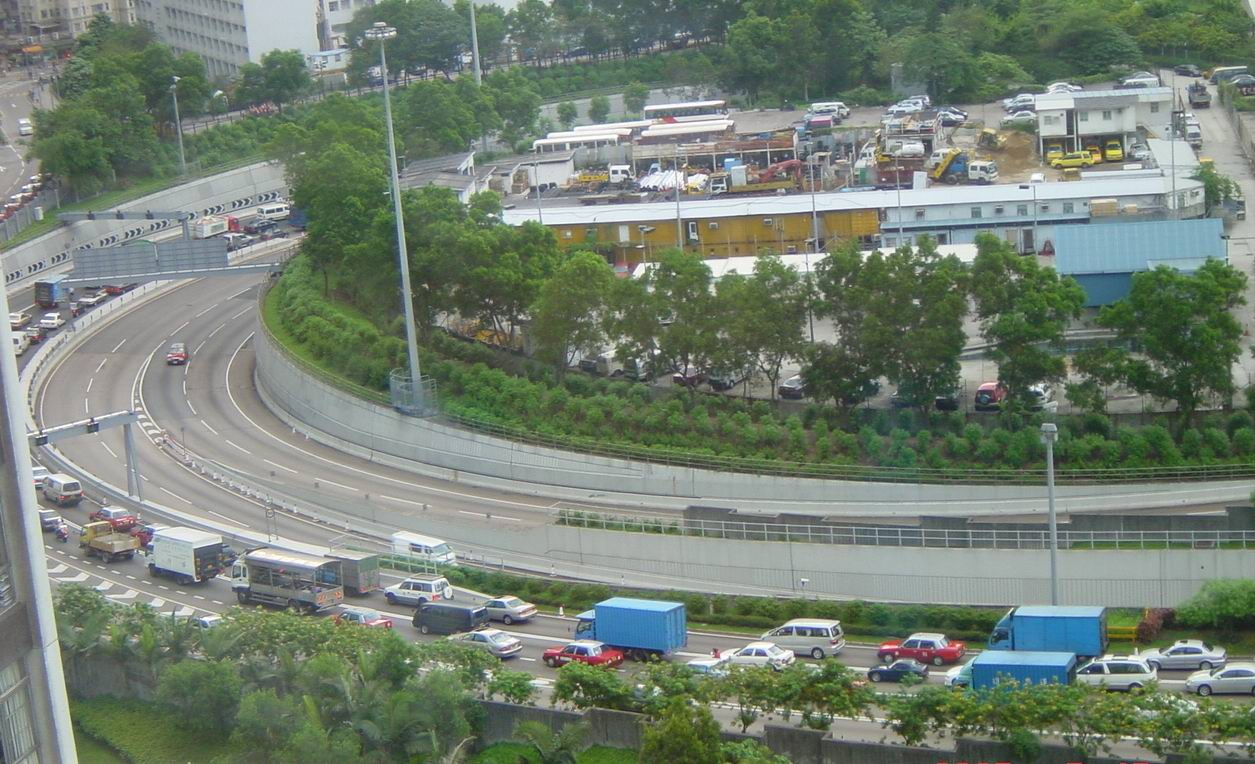
由太古城鳥瞰東區海底隧道
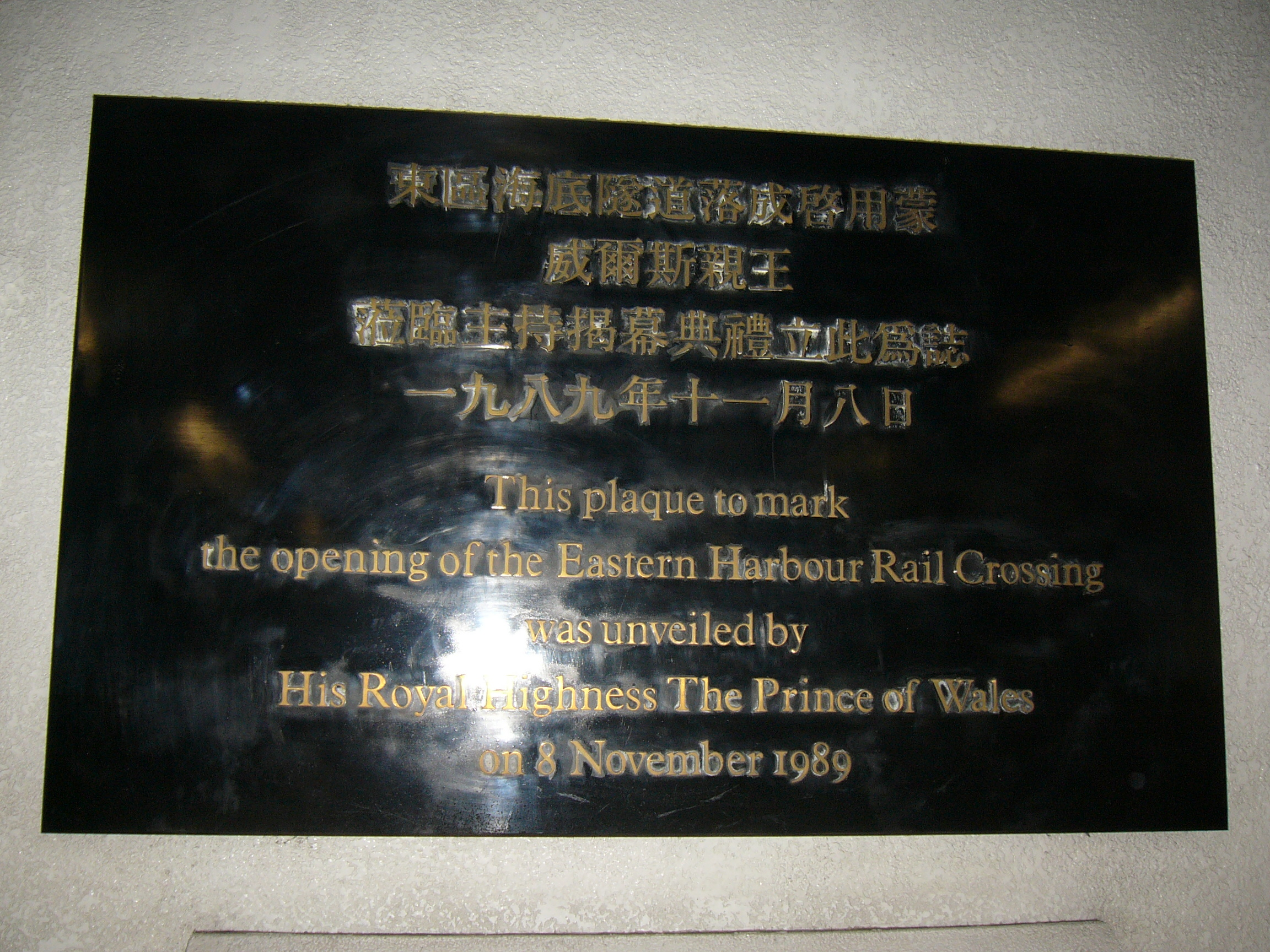
位於港鐵藍田站近D出口通車紀念碑

## 收費
以下費用皆以港幣計算。
目前收費：

### 歷年收費
| 分類 | 車輛類別                                  | 車輛類別                                  | 1989年9月21日 至 1997年12月31日 | 1998年1月1日 至 2005年4月30日 | 2005年5月1日 至 2019年2月16日             | 2019年2月17日 至 2023年8月1日             | 2023年8月2日 至 2023年8月27日凌晨四時 | 2023年8月27日凌晨五時 至 2023年12月17日凌晨五時 | 2023年12月17日凌晨五時 起 |
| ---- | ----------------------------------------- | ----------------------------------------- | ------------------------------- | ----------------------------- | ----------------------------------------- | ----------------------------------------- | ------------------------------------- | ----------------------------------------------- | ------------------------- |
| 1    | 電單車／機動三輪車                        | 電單車／機動三輪車                        | HK$5                            | HK$8                          | HK$13                                     | HK$13                                     | HK$13                                 | HK$13                                           | HK$8-$16                  |
| 2    | 私家車                                    | 私家車                                    | HK$10                           | HK$15                         | HK$25                                     | HK$25                                     | HK$30                                 | HK$30                                           | HK$20-$40                 |
| 3    | 的士                                      | 的士                                      | HK$10                           | HK$15                         | HK$25 （非載客的士使用人手收費亭為HK$15） | HK$25 （非載客的士使用人手收費亭為HK$15） | HK$25                                 | HK$25                                           | HK$25                     |
| 4    | 公共及私家小型巴士                        | 公共及私家小型巴士                        | HK$15                           | HK$23                         | HK$38                                     | HK$38                                     | HK$38                                 | HK$38                                           | HK$50                     |
| 5    | 總重5.5公噸或以下的輕型貨車及特別用途車輛 | 總重5.5公噸或以下的輕型貨車及特別用途車輛 | HK$15                           | HK$23                         | HK$38                                     | HK$38                                     | HK$38                                 | HK$38                                           | HK$50                     |
| 6    | 總重5.5至24公噸的中型貨車及特別用途車輛   | 總重5.5至24公噸的中型貨車及特別用途車輛   | HK$20                           | HK$30                         | HK$50                                     | HK$50                                     | HK$50                                 | HK$50                                           | HK$50                     |
| 7    | 總重超逾24公噸的重型貨車及特別用途車輛    | 總重超逾24公噸的重型貨車及特別用途車輛    | HK$30                           | HK$45                         | HK$75                                     | HK$75                                     | HK$75                                 | HK$75                                           | HK$50                     |
| 8    | 公共及私家單層巴士                        | 非專營                                    | HK$20                           | HK$30                         | HK$50                                     | HK$50                                     | HK$50                                 | HK$50                                           | HK$50                     |
| 8    | 公共及私家單層巴士                        | 專營                                      | HK$20                           | HK$30                         | HK$50                                     | 免費                                      | 免費                                  | 免費                                            | 免費                      |
| 9    | 公共及私家雙層巴士                        | 非專營                                    | HK$30                           | HK$45                         | HK$75                                     | HK$75                                     | HK$75                                 | HK$75                                           | HK$50                     |
| 9    | 公共及私家雙層巴士                        | 專營                                      | HK$30                           | HK$45                         | HK$75                                     | 免費                                      | 免費                                  | 免費                                            | 免費                      |
| 10   | 超過兩條車軸的車輛，每條車軸額外收費      | 專營巴士                                  | HK$10                           | HK$15                         | HK$25                                     | 免費                                      | 免費                                  | 免費                                            | 免費                      |
| 10   | 超過兩條車軸的車輛，每條車軸額外收費      | 其他車輛                                  | HK$10                           | HK$15                         | HK$25                                     | HK$25                                     | HK$25                                 | 免費                                            | 免費                      |

## 新香港隧道有限公司
新香港隧道有限公司（New Hong Kong Tunnel Company Limited）曾經擁有由香港政府批出專營權營運東區海底隧道，並通過全資附屬的「東區海底隧道有限公司」，分租鐵路部分管道。公司創辦於1986年，由中信股份有限公司、熊谷組、保華建業及丸紅香港華南持有。有關專營權已分別於2008年2月5日及2016年8月7日，移交予港鐵公司（地下鐵路地段第3號）及香港政府（行車隧道）。

## 出口
| 東區海底隧道                        | 東區海底隧道 | 東區海底隧道                                                    |
| ----------------------------------- | ------------ | --------------------------------------------------------------- |
| 北行                                | 出口編號     | 南行                                                            |
| 連接鯉魚門道                        |              |                                                                 |
| 東區海底隧道終點                    |              | 東區海底隧道起點                                                |
| 鯉魚門、藍田、油塘 鯉魚門道、啓田道 | 2            | 不適用                                                          |
| 將軍澳 藍田交匯處，將藍公路         | 1C           | 不適用                                                          |
| 不適用                              | 1B           | 鰂魚涌、北角、銅鑼灣、跑馬地及香港仔 東區走廊                   |
| 不適用                              | 1A           | 康山、太古城、西灣河、筲箕灣、柴灣、小西灣、石澳及赤柱 東區走廊 |
| 東區海底隧道起點                    |              | 東區海底隧道終點                                                |
| 連接東區走廊                        |              |                                                                 |

## 外部連結
- 新香港隧道有限公司
- 《東區海底隧道條例》 （页面存档备份，存于）
- 香港巴士大典上的相关条目：東區海底隧道
- 香港道路大典上的相关条目：東區海底隧道

| 先前 南端盡頭 連接東區走廊 | 香港2號幹線 東區海底隧道 | 其後 鯉魚門道 |

| 论 编                                                        | 香港2號幹線 |  |
|                                                              |             |  |
| 東區海底隧道 – 鯉魚門道 – 觀塘繞道 – 大老山隧道 – 大老山公路 |             |  |
|                                                              |             |  |